# Phaedrotoma latitergit
Phaedrotoma latitergit är en stekelart som först beskrevs av Papp 2003.  Phaedrotoma latitergit ingår i släktet Phaedrotoma och familjen bracksteklar. Inga underarter finns listade i Catalogue of Life.